# 初期アッシリア時代
初期アッシリア時代（しょきアッシリアじだい）は、アッシリアの歴史における最初期の段階である。本項ではプズル・アッシュル1世（在位：前2025年頃）の下でアッシリアが独立した都市国家となる時代（古アッシリア時代）までを解説する（アッシュル市の歴史、そこに暮らした人々とその文化を含む。）。
初期アッシリア時代の物質的・文学的史料はほとんど現存していない。アッシュル市で発見された最初期の考古学的史料はメソポタミアの初期王朝時代（前2600年頃）のものであるが、この地域には数千年前から人が居住していたことやニネヴェのような近隣の都市が非常に古い時代から存在していたことから考えて、アッシュル市の創建ももっと古くまで遡る可能性がある。
アッシュル市の最初期の考古学的史料から、アッシュル市には元来フルリ人（フリ人）が居住しており、この都市は女神イシュタルへの豊穣祈願の儀式が行われる場所であったと見られる。「アッシュル」という名前が歴史に初めて登場するのは前24世紀のアッカド帝国の頃であり、この都市は元々はバルティル（Baltil）と呼ばれていたかもしれない。この名前は後の時代にアッシュル市の最も古い地区の名前として使用されている。アッカド帝国の勃興以前のある時点で、セム語を話す人々（後のアッシリア人の祖先）が元々の居住者を追放または同化して、アッシュル市やその周辺の地域に定着した。宗教的・戦略的な要地に立地していたアッシュル市は、都市それ自体が初期アッシリア時代の間に徐々に神格化され最終的に擬人化されたアッシュル神となった。そしてこの神は古アッシリア時代には揺るぎない国家神となった。
初期アッシリア時代の間にアッシュル市が独立した勢力となっていたことを示す史料は存在しない。メソポタミアの初期王朝時代においてアッシュルはシュメル人から強い影響を受け、しばらくの間シュメルの都市国家キシュの覇権の下にあった。前24世紀から前22世紀にかけてアッシュル市はアッカド帝国の一部となり北部メソポタミアの行政拠点となった。後のアッシリアの諸王はこの時代を黄金時代とみなした。初期アッシリア時代の終盤にはアッシュル市はシュメルの帝国であるウル第3王朝（前2114年-前2004年頃）の辺境都市となっていた。

## 歴史

### アッシュル市の起源
後にアッシリアと呼ばれるようになる地域にはハッスーナ文化期（前6300年頃-前5800年頃）には農村が存在していたことが知られている。アッシュル市は恐らく初期王朝時代（前2900年頃-前2350年頃）の間、あるいはそれ以前に建設されたが、プズル・アッシュル1世（在位：前2025年頃）以前にアッシュル市が独立した国家であったことを示す史料は存在しない。アッシュル市から見つかっている最初期の考古学史料はアッカド帝国より数世紀ほど前、前2600年頃または前2500年頃のものである。当時既にこの周辺地域は比較的都市化されていた。これは恐らくは高度に都市化された南メソポタミアの影響を受けて発展したものであろう。一般にアッシュル市を含む北メソポタミアでは初期王朝時代の考古学史料は南メソポタミアよりも遥かに乏しい。後世のアッシリア王たちによる大々的な建設事業で地均しが行われた結果、アッシュル市の初期の歴史的遺構は破壊されてしまっていると思われる。アッシュル市の初期の時代についての確かな情報は非常に乏しく、大半の研究者はプズル・アッシュル1世から始まる古アッシリア時代までこの都市を歴史学的な分析の対象としていない。
初期のアッシュルは早期の段階で諸神殿が存在していたことに示されているように、恐らく現地の宗教と部族の中心地であった。記念碑的な神殿群の存在から、その周囲に一定の規模の町があったこと、この地が宗教的に重要であったことがわかる。アッシュルはティグリス川を見下ろす丘の上という戦略的な要地に建設された。この都市の一辺は川によって、別の一辺は運河によって守られていた。この地域は比較的乾燥しており、南メソポタミアの灌漑農業地帯のすぐ北側に位置していた。
後世のアッシリア王たちはアッシュル市の最初期の地区、あるいは恐らく同じ場所にあったかつての居住地をバルティル（Baltil）またはバルティラ（Baltila）と呼んでいた。バルティラ（Baltila）はフルリ語（フリ語）に起源を持つことが近郊の都市ヌジのフリ人の個人名によって証明されている。新バビロニアの王ナボニドゥスが建立した碑文によれば、約2,000年の後、バルティラはスビル（Subir）の地の首都であったとされている。スビルという名はスバル（Subar）、スバルトゥという語形でも現れ、アッシュルの周囲の地の名前であったことが確認されているが、後の時代にはアッシリア人がこの地名を用いることは稀であった。この地名が後世に用いられなくなっていった理由は、バビロン第1王朝（前1894年頃-前1595年頃）の時代、多くの奴隷が「スバルトゥ」の地から輸入され、「スバル人」という用語が実質的に「奴隷」の同義語となっていたため、この地名が侮蔑的な意味合いを持っていたためであると見られる。

### 政治史
アッシュル市は初期アッシリア時代の大部分の期間、南メソポタミアの国家・勢力の支配下にあり、アッカド帝国、次いでウル第3王朝の勢力内にあった。それより以前にはアッシュル市は一時、シュメルの都市キシュの緩やかな覇権の下にある多数のメソポタミア都市の1つでもあった。

#### アッカド帝国時代

ナラム・シン（在位：前2254年頃-前2218年頃）治世下のアッカド帝国のおおよその領域。アッシュル市はアッカド帝国の王たちの下で北部地域の重要な拠点であった。

アッカド帝国は最初の統治者サルゴン（在位：前2334年頃-前2279年頃）の治世にアッシュル市を征服したと見られる。マニシュトゥシュ（在位：前2270年頃-前2255年頃）に捧げられた同時代の諸碑文がこの都市から発見されていることから、少なくとも彼の時代以降にはアッカド帝国がこの都市を支配下に置いていたことは確実である。マニシュトゥシュに捧げられた碑文の1つに、アッカド王の臣下でアッシュル市の現地支配者であったAzazuが青銅の槍の穂先に刻んだものがある。アズズの碑文はまた、ある神に捧げられたものでもあるが、恐らくアッシュル神を指すであろう名前は明確に残されていない。アッカド時代のヌジで発見された文書ではアッシュル市はアッカド帝国下の重要な現地拠点、行政の中心として描かれており、頻繁にアッカド帝国の役人が配置されていた。アッシュル市にはまた宮殿も建設された。この宮殿はアッカド王ナラム・シンがテル・ブラクに建設した宮殿とよく似ている。
アッシュル市から発見されている最初期の碑文（アズズ以前）はイニンラバ（Ininlaba）と呼ばれる男の息子で、Išši'ak Aššur（アッシュルの総督）のイティティによって作られたものである。イティティとイニンラバという名前はヌジ市でも確認されている。このヌジで確認されている（アッシュル総督と同一人物であろう）イティティはアッカド王サルゴンの将軍の一人であった。イティティの碑文によれば彼はガスル市（Gasur、恐らくヌジに比定される）の「戦利品」を女神イシュタルに捧げている。イティティが明らかにヌジを襲撃している事実は、この地域におけるアッカドの中央政府の支配が幾分弱かったことを示している。アッカド王がアッシュル市とガズル市の双方を確固として直接支配下に置いていたならば他方がもう一方を襲撃することは不可能であっただろう。アッカドによるアッシュル支配の時代は、その後数千年のアッシリアの言語と文化に強い影響を与えた。アッカドの王たちは後にバビロンの神マルドゥクを侮辱したとして南メソポタミアのバビロニア人たちから蔑まれたが、一方でアッシリア人はアッカド支配の時代を黄金時代として記憶し、後のアッシリア王たちは後世、アッカドの支配者たちに倣おうとした。後の古アッシリア時代の王たちによってよく確立された交易都市としてのアッシュルは、アッカド王たちの下で（彼らの征服が新たな交易の機会を開いたことで）始まった可能性がある。
アッカド王たちの下でのアッシュルの黄金時代が暴力的な終焉を迎えたことを示す考古学的・文学的痕跡が存在する。アッシュル市とニネヴェ市の初期アッシリア時代の神殿遺構は激しい破壊の痕跡を示す。後のバビロニアの文書『ナラム・シン伝説（Legend of Naram-Sin）』によれば、奇怪な姿のルルビ人の軍隊がアッカド帝国の北部地域を侵略し、さらには南進して最終的にバビロン市に到達したという。テル・ブラクに残されたナラム・シンの宮殿から得られた考古学的史料から、この宮殿が略奪されていることが示されている。アッシリア学者ヒルデガルド・ルウィによれば、これらの証拠から、この時ルルビ人は実際にメソポタミアに侵入しアッシュル市を破壊したと仮定できる。

#### ウル第3王朝時代

シュルギ（在位：前2094年頃-前2046年頃）のウル第3王朝のおおよその領域。アッシュル市はこの帝国の辺境の都市であった。

アッシュル市はルルビ人の破壊の後、いずれかの時点で再建された。アッカド帝国は恐らく南メソポタミアの反乱と東方からのグティ人の侵略のために前22世紀初頭に崩壊した。アッカド帝国崩壊がアッシュルにもたらしたインパクトがどのようなものであったのかを残存している史料から確定することはできない。しかし、別の史料から、メソポタミアの大部分は再び（恐らくはアッシュル市も含めて）小さな都市国家群へと分裂したことが示されている。
アッカド帝国の崩壊から1世紀以内に、南メソポタミアはシュメル人のウル第3王朝（前2112年頃-前2004年頃）によって再統一された。ウルの支配者たちはアッカド帝国ほどには北メソポタミアに関心を持っていなかったが、この地域に遠征を行って征服しアッシュル市に対する支配を確立した。直接統治された南メソポタミアとは違い、アッシュル市のような辺境の都市は総督たちの支配下に置かれ、彼らによる軍事行政が忠誠と貢納を確保した。イシュタル女神に捧げられたアッシュルの神殿遺構の1つには、総督（šakkanakkum）ザリクムによって書かれた碑文があり、ウル王アマル・シン（在位：前2046年-前2037年）の存命中に彼がこの都市に女神ベラト・エカリム（Bēlat-ekallim、即ちニンエガル）に捧げた新たな神殿を建立したことが記述されている。
シュメル人によるアッシュル支配の時代はウル第3王朝最後の王イッビ・シン（在位：前2028年頃-前2004年頃）の時に終焉を迎えた。彼が帝国の辺境地方に対する支配権を喪失すると、アッシュルは自身の君主プズル・アッシュル1世（在位：前2025年頃）の治世の始まりと共に独立した都市国家となった。

### 『アッシリア王名表』の初期の王たち

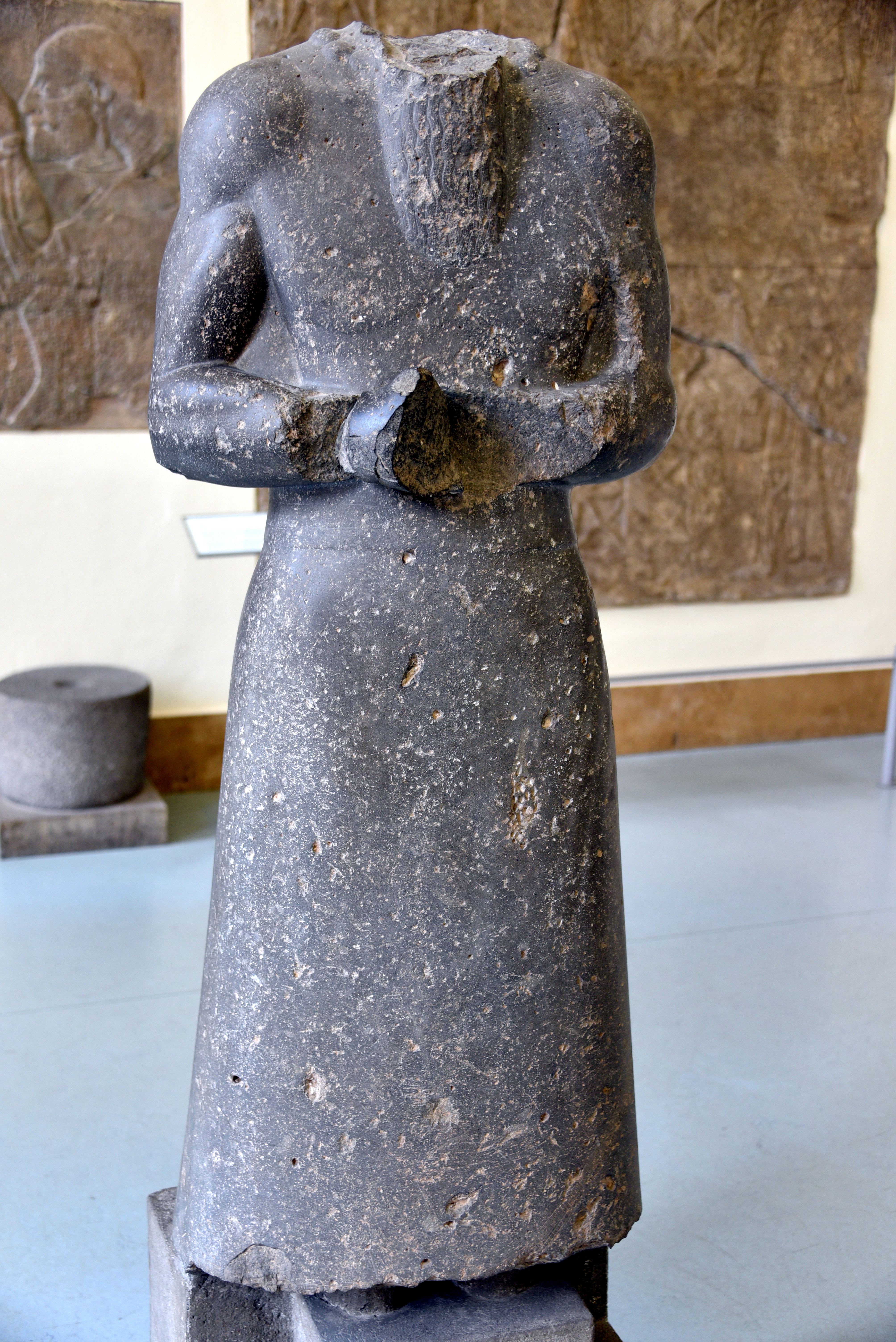
頭が落とされたアッカド時代の支配者の像。アッシュル市から出土。マニシュトゥシュ王または現地の総督イティティのいずれかを描いたものと考えられている。

初期アッシリア時代の独立したアッシリアの支配者については何の史料も無いが、『アッシリア王名表』（遥か後の時代にアッシリアの君主を順番にリストした文書）には、プズル・アッシュル1世以前の29人の王たちが掲載されている。しかし、彼らは同時代史料からは確認されていない。
最初期の多くの支配者たちの名前は韻を踏んでおり（これは創作されたパターンであることを示唆する）この王名表の少なくとも一部は完全に創作されたものと考えられる。ここに登場する王名は同時代史料から得られるアッカド帝国およびウル第3王朝のアッシュル総督の名前と一致しない。つまりは、王名表に記載された書記の君主たちは、恐らく後世のアッシリア王の1人によって正当な「前史（prehistory）」を創ろうという試みの中で作られたものである。最初期の君主たちには「天幕に住んだ王たち」という説明が与えられている。もし実在すると仮定するならば、実際には彼らはアッシュルの統治者ではなく、その近傍の遊牧部族の首長たちであったかもしれない。しかし、アッシュル市やその近傍の遺跡から発見されている考古学的史料からは発達した農業と早期の都市化の痕跡が得られており、これは王名表に見られる遊牧的起源の説明とほとんど合致しない。『シュメル王朝表（シュメル王名表）』と同様に、いくつかの王名は（もし実在する王であるとしたら）前任者・後継者という関係ではなく、同時代の競合関係にあった王たちであったかもしれない。
アッシリア学者ルウィは「天幕に住んだ王たち」は全く王ですらなく、イスラエルの失われた10支族と同様に最終的にアッシリア人になる諸部族の同時代の祖先たちであると推測した。クラース・フィーンホフやイェスパー・アイデム（Jesper Eidem）のような別の研究者たちは王名表にある初期の王たちの名前はアムル人（アモリ人）の部族地理的名称（tribal-geographical names）が混入したものであり、アッシュルとは全く関係がないと断じた。「天幕に住んだ王たち」のリストの後には「祖先である王たち」のリストが続いている。これら最初期の王たちは後の王シャムシ・アダド1世（在位：前1808年頃-前1776年頃）の祖先たち（彼らは実際にはアッシュルを統治していたわけではなく、王統の正当性を確立する努力の一環として王のリストに挿入された）、またはアムル人（アモリ人）の伝説的な祖先とされていた人物たち（シャムシ・アダド1世はアムル人であり、同様の王名がアムル人によって建設されたバビロン第1王朝の祖先たちを記述した文書に登場する）であると解釈される。「祖先である王たち」は従って、アッシュル市と密接な関係はないと一般的には考えられている。プズル・アッシュル1世以前にリストされている最後の3人の名前、スリリ、キキア、アキアは実際のアッシュルの支配者たちかもしれないが、彼らの実在を他の史料から確かめることは出来ず、プズル・アッシュル1世とウル第3王朝の王たちの間に彼らの治世を組み込むには編年上の問題がある。
『アッシリア王名表』の初期の王たちの中で、王名表以外の古代史料で言及があるのは17番目にリストされているウシュピアと、28番目にリストされているキキアだけである。ウシュピアは後世の重要な後世の王たち、即ちシャルマネセル1世（在位：前1273年頃-前1244年頃）とエサルハドン（在位：前681年-前669年）の碑文で、アッシュル市のアッシュル神殿の創建者であると述べられており、これは都市自体の創建者であったことを意味する。シャルマネセル1世がウシュピアの名前を今日では現存していない碑文または口伝の伝承から得た可能性はあるが、アッシュルの都市自体とその最初の創建者とされる人物の名前が（もし彼が実在するのであれば）、創建から1,000年も後まで既知の碑文に現れないのは奇妙である。キキアはアッシュル・リム・ニシェシュ（在位：前1408年頃-前1401年頃）とシャルマネセル3世（在位：前859年-前824年）の碑文でアッシュルの市壁の最初の建設者として言及されている。

## 考古学的史料

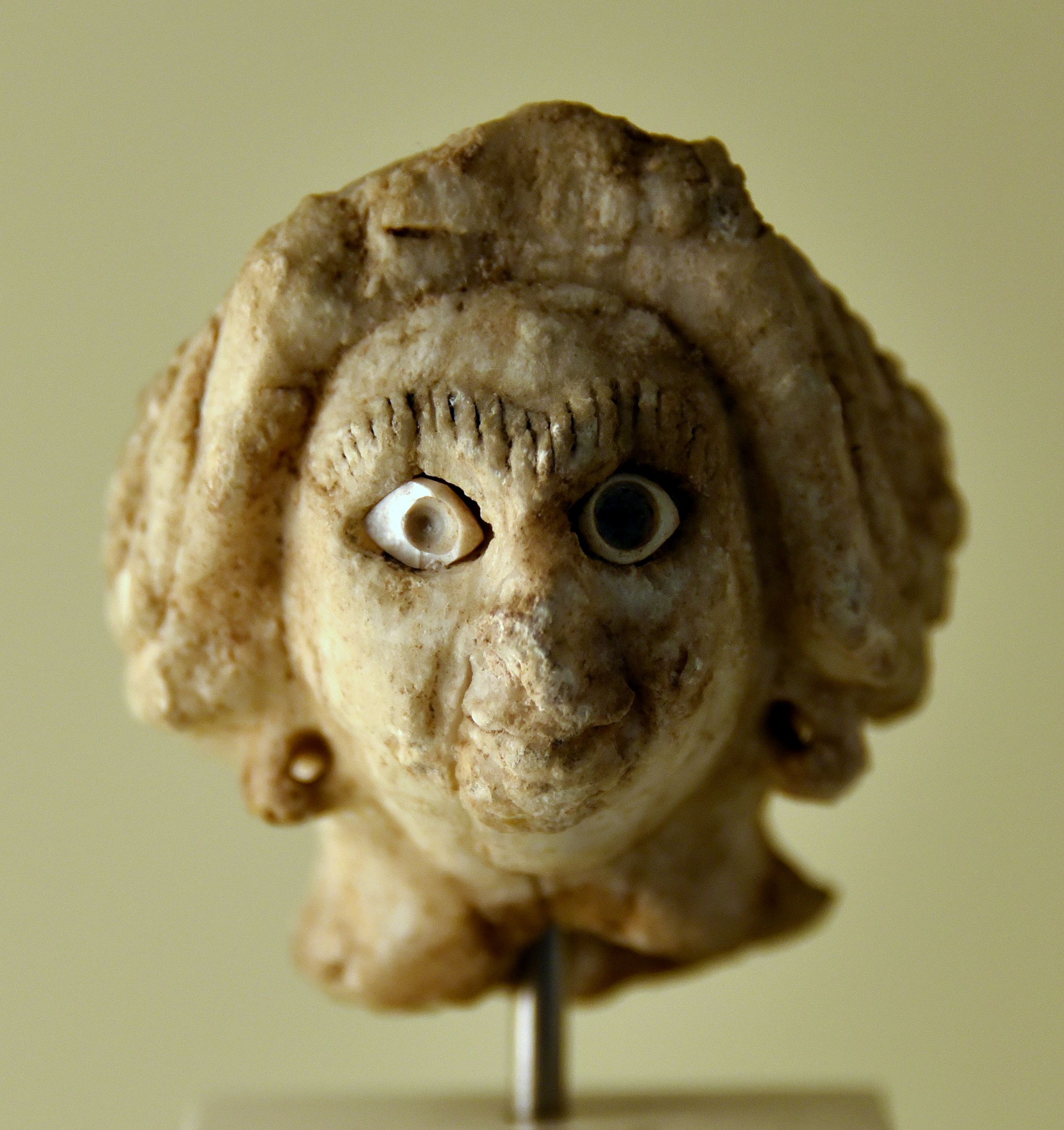
アッカド帝国時代に年代付けられる女性頭像。アッシュルで発見。

初期アッシリア時代のアッシュルの居住形態についての現存史料はほとんど無い。初期のアッシュルから出土した僅かな考古学的史料には泥レンガで建設された2つの神殿の遺構があり、いずれもイシュタルに捧げられたものである。これらは現代の研究者によってIshtar H、およびGと呼ばれている。Ishtar Hの方が古いもので、壁の根本部分以外ほとんど痕跡が残されておらず、それよりも下には何の建造物の痕跡も残されていないこと（この場所で最初期の建造物であることを示す）、またIshtar Gの壁のいくつかはHの壁の直上にあることから高い確度で初期王朝時代に年代づけられる。Ishtar Gは長方形の内陣（cella）、前室およびその奥の壁龕によって構成され、恐らく神像を安置するために設計されていた。Ishtar Hの構造体はあまり保存状態が良くないが恐らく同様の構造をしていた。神殿の建築様式から、これらが初期王朝時代II期（ED II、前2750/2700年頃-前2600年頃）と初期王朝時代III期（ED III、前2600年頃-前2350年頃）のものであることが示唆されている。両神殿はいずれも焼き払われて破壊されたと見られる。

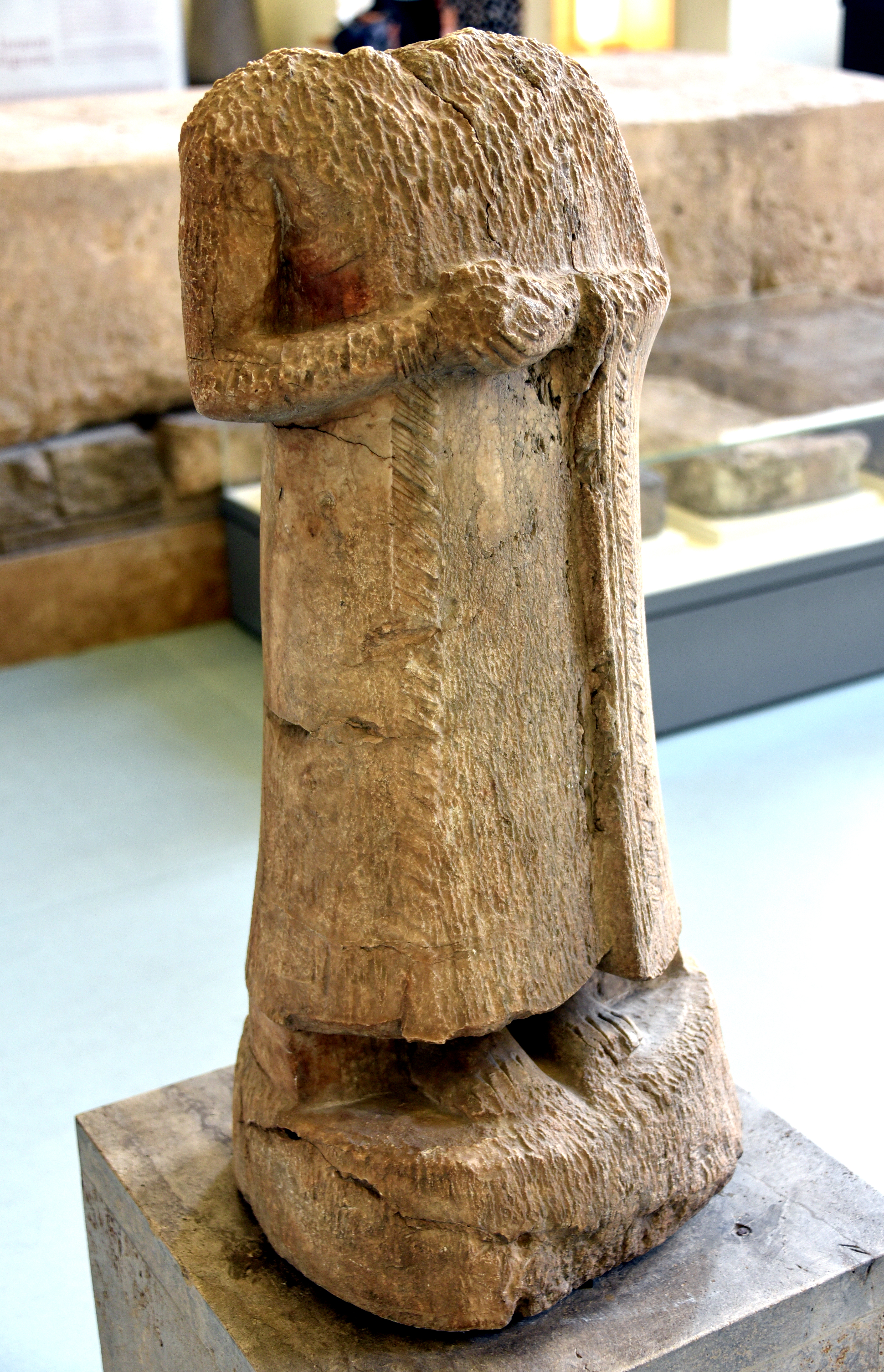
ウル第3王朝時代のアッシュルで発見された像。総督であったザリクムの像であるかもしれない。

これらの神殿と合わせて、アラバスターで作られた87体の礼拝者像が回収された。これらは高さ20センチメートルから65センチメートルで、男女双方のものがある。これらの像の様式は初期王朝時代II期およびIII期のシュメルの人物像と類似している。このうちの1つにフィレを身に着けた女性の頭像がある。この頭像は滑らかでソフトな曲線とふっくらした口元（a full mouth）を持つアッカド時代の典型的な様式である。この頭像がIshtar G神殿と関連付けられる状態で発見されたことから、この神殿がアッカド時代まで使用され続けていたことがわかる。これらアラバスター製の人物像に加えて24体の石製裸婦像、5体の動物像、多数の香炉またはポットスタンド（pot stands）、3体の大型の粘土製祭壇または家屋の模型が発掘されている。発見された中でもユニークな像は象牙製の裸婦像であり、そばには少なくともさらに5体の同様の像の破片があった。使用された象牙はインドゾウのものである可能性があり、これはアッシュルとイランの初期の部族および国家との間の交易があったことを示すであろう。またIshtar Gの遺物の中には裸婦を象った粘土製の瓶、勃起した男性器を持つ男性像もある。
これらの人物像や建築に加えて、土器や容器（vase）等、初期のアッシュルからの他の考古学的発見もシュメル人からの強い影響を示している。これらの神殿の1つから発見されたベッドの枠組み（bedstead）には首輪（choker）、耳飾り、複数の指輪を身に着け、胸を露出させて横たわる女性が描かれている。これも死亡して埋葬予定のシュメルの高貴な女性に関連した典型的な様式である。

## 社会

### 住民と文化
物的証拠のみに基づいてアッシュル市の初期の住民の民族構成について信頼性のある推定を行うこと不可能であるが、住民の構成が同質的なものであったとは考え難い。初期アッシリア時代のアッシュルの住民は大部分は部族的な集団であったと思われ、恐らくはアッカド語など、主としてセム系の言語をかなり早期の時代から話していたであろう。バルティルとスバルトゥに関連する史料から示されるように、アッシュルとその周辺地域は恐らく元々フルリ人（フリ人）の居住地であり、彼らはある時点で最初期のアッシリア人がこの地域に住み着いた時に、恐らく同化したか、追い払われたのであろう。もし彼らが追い払われたのであれば、アッシュルと周辺地域のフルリ人は東方の山岳地帯に移住したのかもしれない。後世、この地域にフルリ人がいたことは歴史的に確固として証明されている。アッシリア学者ジョルジュ・ルーによれば、トゥディヤやウシュピア、スリリ、キキアのような『アッシリア王名表』に記載された最初期の王名の多くはセム語あるいはアッカド語由来ではなく、恐らくフルリ語であるかもしれない。
Ishtar HおよびG神殿にシュメル人の強い影響が見られることは、当時のアッシュルが単にシュメル人の影響を受けたというだけではなく、恐らく初期の時代にシュメル人の一団が現地人と共に暮らしていたか、あるいは未知のシュメル人の支配者によってこの都市が征服された可能性を示している。

### 宗教
アッシュルの初期の神殿はイシュタル女神に捧げられており、Ishtar HおよびG神殿からいくつもの裸婦像が発見されていることと合わせて、初期アッシリア時代のアッシュルでは豊穣祈願の儀式が熱心に行われていたと見られる。イシュタルはヌジや周辺の都市に居住していた早期のフルリ人の神々の中で第一の存在であった。フルリ語ではイシュタルはイシャラと呼ばれた。イシュタルはアッカド人にとっても守護神であり、アッカドの君主たちから非常に重視されていたためアッシュル市がアッカド帝国に編入された後も豊穣の信仰とイシュタルへの崇拝が衰えることはなかった。アッカド時代が進むにつれ、月とそれに関連した神シン（シーン、Sîn）もまた多くの崇拝を集めた。これはアッカド王たちの月信仰に触発されたもので、アッシリアでは後の時代まで続いた。アッカド王たちによる宗教的慣行がアッシュルの人々から全て歓迎されたわけではない。特に、アッカド王たちの彼ら自身の像を諸神殿に納めるという慣行には抵抗があったと見られ（これは通常は神々のみに許される）、アッシュルのイシュタル神殿のあるアッカド人の像は故意に首が落とされている。
古アッシリア時代にアッシリアの国家神アッシュルが崇拝されたことは良く証明されているが、初期アッシリア時代のアッシュル神崇拝については確固たる証拠は存在しない。アッカド時代の文書では都市アッシュルと神アッシュルが明確に同一の名前を共有しており、これが最古のアッシュル神に対する間接的な言及である。現代の歴史家は一般に都市アッシュルと神アッシュルを呼び分けるが、両者は古代では全く同じようにAššurと綴られていた。古アッシリア時代の文書では都市としてのアッシュルと神としてのアッシュルとが区別されていない場合があるように見受けられるため、アッシュル神は都市アッシュル自体を擬人化し、神格化したものであると考えられている。恐らく、アッシュル市があった場所は都市の建設以前から聖地であり、その戦略的な重要性のために人々が住み着き、初期アッシリア時代のいずれかの時点で徐々にその場所自体が神と見なされるようになっていった。アッシリアの後の時代ではアッシュルはイシュタルと結び付けられた。それが明示的に述べられることはないものの、両神は碑文の中で夫婦であるかのように共に言及されることがある。神としてのアッシュルの権能はアッシリア人自身の文化と政治の変化とともに柔軟に変化した。後世にはアッシュルはアッシリア王たちの遠征を導く戦争の神とされていたが、古アッシリア時代（恐らくは初期アッシリア時代後期も）の頃には死と再生の神として農耕と関連付けられていた。後の時代にはもはやアッシュルの主たる権能ではなくなっていたが、農耕におけるその役割は重要なものとして残されていた。新アッシリア帝国時代に至るまで、アッシュルに主として関連付けられたシンボルの一つが「生命の木」であり、これは全ての春における生命の再生を象徴していた。従ってアッシュルは後の時代まで、死と再生の神という性質を残していた。